# Cascada de pe stâncile Mocraniului
Cascada de pe stâncile Mocraniului este situată la zece kilometri sud de Negotin, în apropiere de satul Mocrani, Timoc, Serbia.
Râul Sikolska a creat o cascadă frumoasă și un lac dedesubt. Se presupune că, pe vremea romanilor, exista un pod care lega cele două stânci mari, iar arheologii au găsit multe obiecte vechi din acea vreme. De asemenea, se presupune că există o așa-numită „peștera haiducului” sub stânci.

## Amplasare și caracteristici

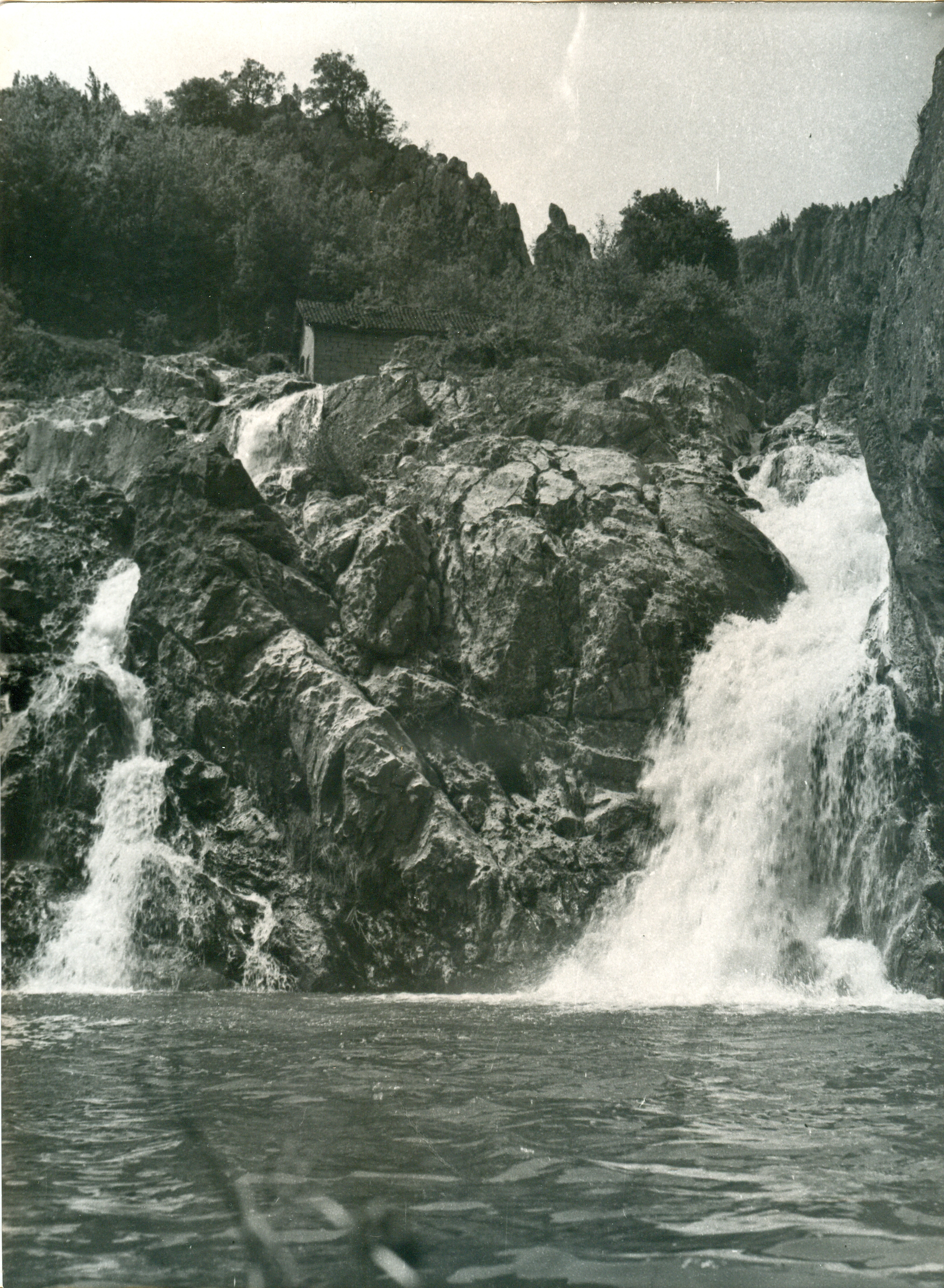
Cascada de pe stancile Mocraniului

Structura geologică a stâncilor Mocraniului este formată din roci adânci, roci carbonatice și șisturi. În rocile magmatice rezistente la apă se formează un afloriment de mică adâncime care este sărac în apă. Masele mari de granit sunt asociate cu șisturi cristaline. În această zonă există și gresii și conglomerate. Toate rocile s-au format în apa mării. Primele roci s-au format în perioada Carboniferului din particule de plante carbonizate.
Odată cu prăbușirea sa, cascada a creat un mic lac frumos, care este vizitat de localnici din Negotin vara. Din păcate, accesul la lac și cascadă nu este foarte bine amenajat, așa că este mai greu să ajungi la lac în timpul vegetației luxuriante. În imediata vecinătate se află faimoasa zonă a podgoriilor, precum și terenul de vânătoare Alija, care se întinde pe peste 300 de hectare.